# アロウズ・A18
アロウズ・A18 (Arrows A18) は、アロウズが1997年のF1世界選手権参戦用に開発したフォーミュラ1カーで、フランク・ダーニーが設計し、ジョン・バーナードが改良した。1997年の開幕戦から最終戦まで実戦投入された。

## A18

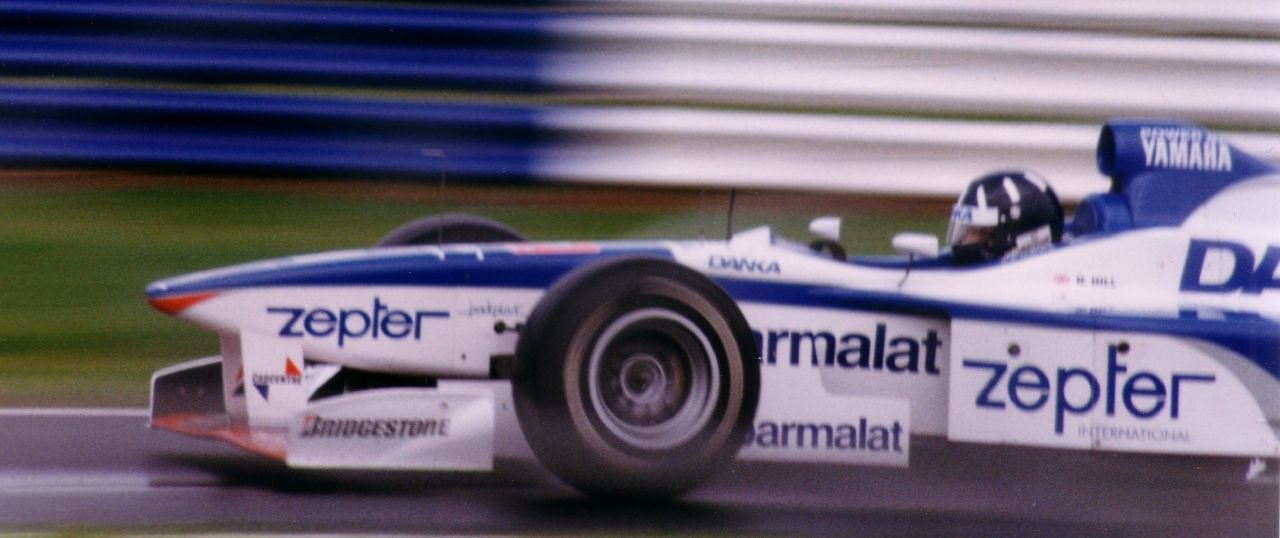
ヒルがイギリスGPでドライブするA18

トム・ウォーキンショーの買収により、コンストラクター名をフットワークから再びアロウズに変更。型式名も1991年（FA11C）以来続いていたFAからAに戻った。FA17からはタイヤ（グッドイヤー→ブリヂストン）とエンジン（ハート→ヤマハ）が変更された。
1996年にリジェから加入したダーニーが設計。しかし信頼性が致命的なレベルで欠如しており、ウォーキンショーとの意見の食い違いからダーニーは序盤でチームを離脱。第5戦モナコGPでフェラーリからバーナードが加入するまででは完走は1回ずつの計2回しかなかった。バーナードが最初に行った事は、パーツの強度上げによる信頼性の向上だった。
信頼性向上策とともに様々な改良が施された。ブラジルGPからエアボックスをウィリアムズFW18の様に若干前方に突き出した形状に改修した。ドイツGPにはレスダウンフォースに対応した新型のフロントウイングを投入、フラップがフルサイズから左右分離型になった。ハンガリーGPではハイダウンフォースに対応した、リヤウイングの前方にウイングが追加された。
エンジンは、開幕戦にはCスペックが投入されたが、第4戦サンマリノGP以降は各部を見直したDスペックエンジンが搭載された。
ヒルは「A18は、基本的なバランスは優れていて、ヤマハエンジンも超軽量、ブリヂストンタイヤを履かせたら文句なしのセットアップが決まる可能性があり、（エンジンパワーがさほど重要ではない）ハンガロリンクでピッタリまとまった」と、ハンガリーでの快走の要因を分析している。

## 1997年シーズン
1996年F1ワールドチャンピオンのデイモン・ヒルを迎え、チームとしては未だ優勝経験がないながらカーナンバー1を初めてつけたアロウズ陣営。しかし、ダーニーが設計したA18とヤマハV10エンジンは信頼性が低く、ヒルは開幕戦のオーストラリアGPではあわや予選落ちの危機に立たされ、決勝ではフォーメーションラップ中のマシントラブルでリタイアとなった。ペドロ・ディニスは開幕戦は完走するも、その後5戦連続リタイヤを喫してしまう。
第6戦モナコGP中の5月10日付けでフェラーリから移籍したジョン・バーナードがテクニカル・ディレクターに就任し、テストの方向性を決めてから、A18の信頼性もあがっていった。ヒルも第7戦カナダGPでチームメイトのディニスと共に完走してから、第9戦イギリスGPで6位入賞と初ポイントを獲得した。しかしディニスは4戦連続リタイヤとなるなど信頼性に関しては不安を抱いたままとなった。
第11戦ハンガリーGPではヒルが予選3位を獲得。決勝ではブリヂストンタイヤの性能を生かし、序盤でブリスターが発生したグッドイヤータイヤに苦しむミハエル・シューマッハをパスし、そのままトップを快走。あわよくば優勝という所まで行ったが、レース終盤にギヤボックストラブルで失速し、ファイナルラップでジャック・ヴィルヌーヴに抜かれ、惜しくも優勝は逃した。このレースで記録した2位がシーズン最高位となった。2位入賞はアロウズとしては1985年サンマリノGPでのティエリー・ブーツェン以来12年ぶりで、結果的にこれが最後の表彰台にもなった。
第15戦ルクセンブルクGPでついにディニスが1997年の初めてにして最後の入賞を獲得。
最終戦ヨーロッパGPでは、ヒルがトップと0.058秒差の予選4位に入った。ヒルは「前を走っていた片山右京がスピンをしなければポールポジションを取れた」と語っていた。しかし、決勝ではスタートで順位を落としてしまい、最終的に途中リタイヤとなってしまった。

## スペック

### シャーシ
- シャーシ名 A18
- シャーシ構造 カーボンファイバー/コンポジット製モノコック
- 全長 4,700mm
- ホイールベース 3,000mm
- 前トレッド 1,650mm
- 後トレッド 1,600mm
- クラッチ AP
- サスペンション 前後プッシュロッド式
- ブレーキキャリパー ブレンボ
- ブレーキディスク・パッド カーボンインダストリー
- ホイール BBS
- タイヤ ブリヂストン
- トランスミッション 横置き6速＋リバース1速セミオートマチック

### エンジン

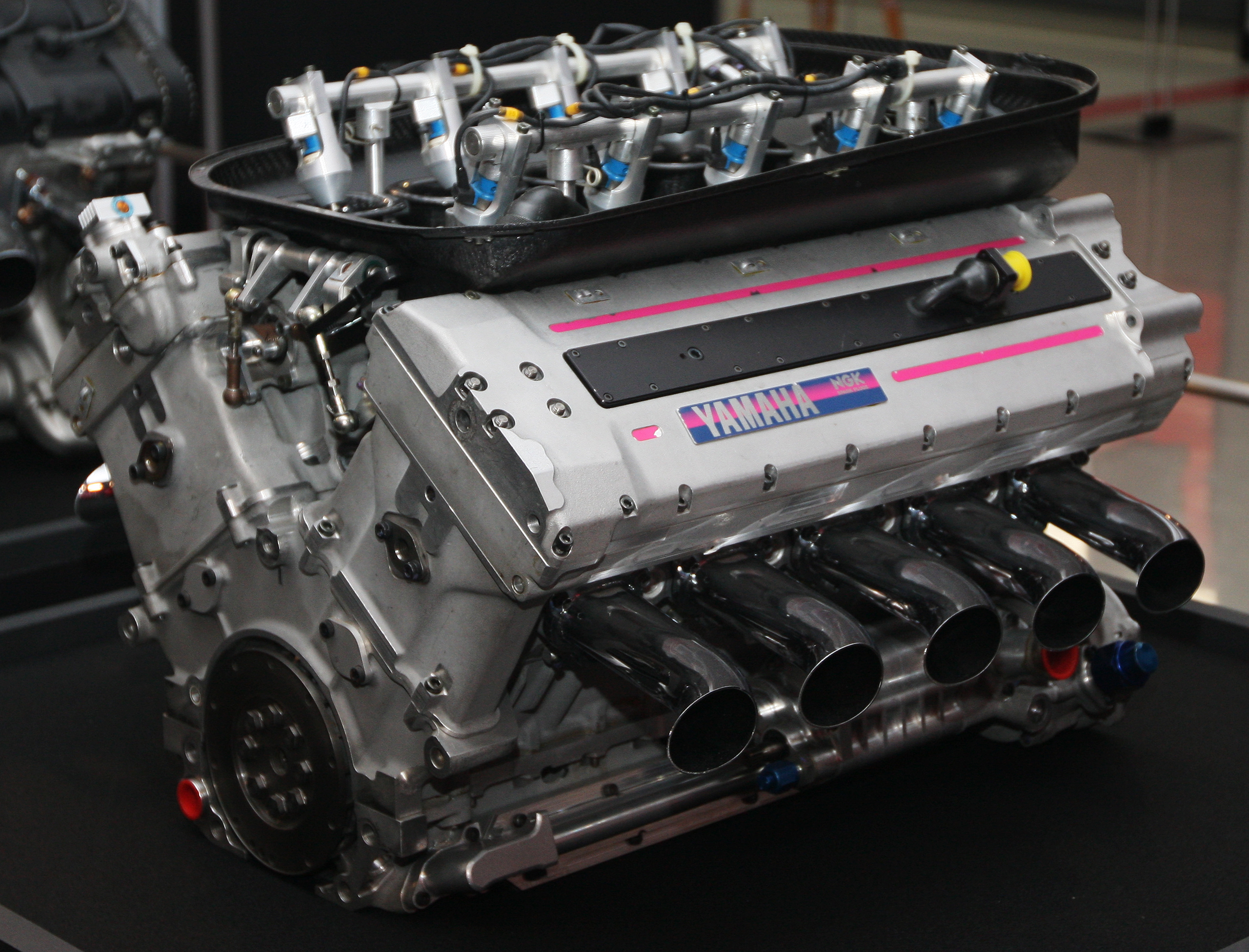
ヤマハ OX11A

- エンジン名 ヤマハ・OX11A
- 全長 575mm
- 全幅 499mm
- 全高 373mm
- 気筒数・角度 V型10気筒・72度
- 排気量 2,996cc
- バルブ 4バルブ/ニューマチック式
- 最高回転数 16,000回転以上
- 最大馬力 700馬力以上
- 乾燥重量 105kg以下
- スパークプラグ NGK
- オイルシステム ドライサンプ
- 燃料・潤滑油 エルフ
- イグニッション マニエッティ・マレリ
- インジェクション ザイテック

## 記録
| 年   | No. | ドライバー | 1   | 2   | 3   | 4   | 5   | 6   | 7   | 8   | 9   | 10  | 11  | 12  | 13  | 14  | 15  | 16  | 17  | ポイント | ランキング |
| 年   | No. | ドライバー | AUS | BRA | ARG | SMR | MON | ESP | CAN | FRA | GBR | GER | HUN | BEL | ITA | AUT | LUX | JPN | EUR | ポイント | ランキング |
| ---- | --- | ---------- | --- | --- | --- | --- | --- | --- | --- | --- | --- | --- | --- | --- | --- | --- | --- | --- | --- | -------- | ---------- |
| 1997 | 1   | ヒル       | Ret | 17  | Ret | Ret | Ret | Ret | 9   | 12  | 6   | 8   | 2   | 13  | Ret | 7   | 8   | 11  | Ret | 9        | 8位        |
| 1997 | 2   | ディニス   | 10  | Ret | Ret | Ret | Ret | Ret | 8   | Ret | Ret | Ret | Ret | 7   | Ret | 13  | 5   | 12  | Ret | 9        | 8位        |

- 太字はポールポジション、斜字はファステストラップ。(key)
- コンストラクターズランキング8位。
- ドライバーズランキング12位（デイモン・ヒル）予選最高位3位1回 決勝最高位2位1回
- ドライバーズランキング16位（ペドロ・ディニス）予選最高位7位1回 決勝最高位5位1回